# Dom Rietvelda w Utrechcie
Dom Rietvelda w Utrechcie (ndr. Rietveld Schröderhuis) – konstruktywistyczna, modernistyczna, neoplastyczna willa w Utrechcie, zaprojektowana przez holenderskiego architekta Gerrita Rietvelda. Jedno ze sztandarowych dzieł grupy De Stijl.

## Historia
Willę zaprojektowano dla farmaceutki Truus Schröder-Schräder (1889–1985) i trójki jej dzieci w 1924. Zamieszkana była do 1985. Dom został odrestaurowany przez Bertusa Muldera (1974) i obecnie jest otwarty dla zwiedzających. W 2000 został wpisany na listę Światowego Dziedzictwa UNESCO.

## Architektura
Dom został zbudowany w oparciu o podstawowe zasady estetyki grupy De Stijl, pod znaczącym wpływem twórczości Kazimierza Malewicza – geometryczne, białe płaszczyzny, proste poręcze, prostokątne otwory okienne z czarnymi obramowaniami. Elementaryzm nakazywał podzielenie budynku na części składowe, jednakowo znaczące w projektowaniu i odbiorze. Obiekt przestał być całością z wyodrębnionymi szczegółami – stał się sumą specjalnie izolowanych części. Zignorowano hierarchię znaczeń poszczególnych elementów – fragmenty uzyskały pełną niezależność, w myśl pełnego uplastycznienia bryły, która stała się wielką rzeźbą przestrzenną w niewielkim ogrodzie. Nastąpiło rozbicie tej bryły i rozdzielenie spójnego obrazu budynku na części geometryczne (płaszczyzny, figury – przede wszystkim kwadraty i prostokąty akcentowane podstawowymi barwami). Przekreślono granice pomiędzy zewnętrzną i wewnętrzną sferą budynku – meble i wyposażenie wnętrz było utrzymane w tej samej gamie formalnej, co elewacje.

## Galeria

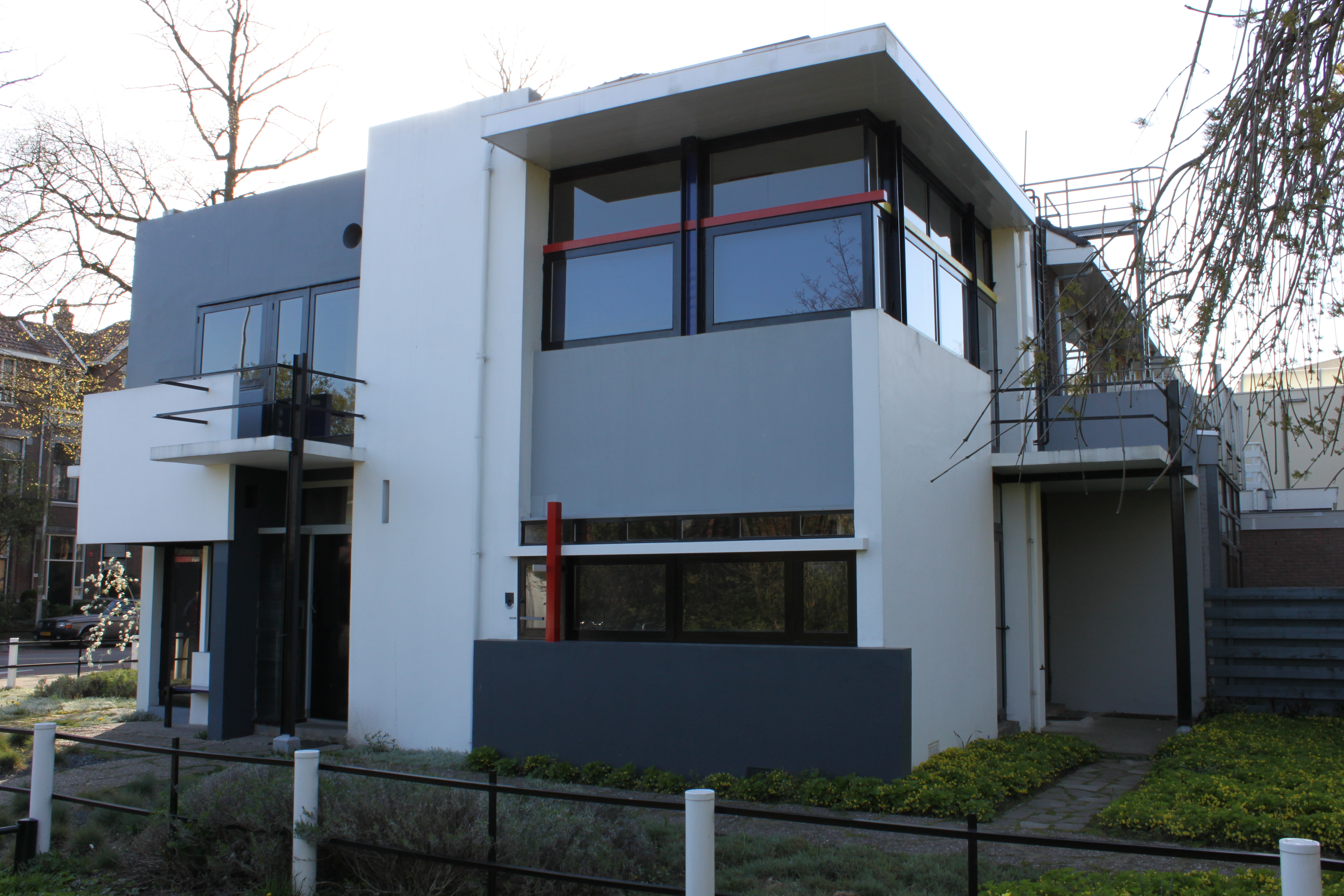
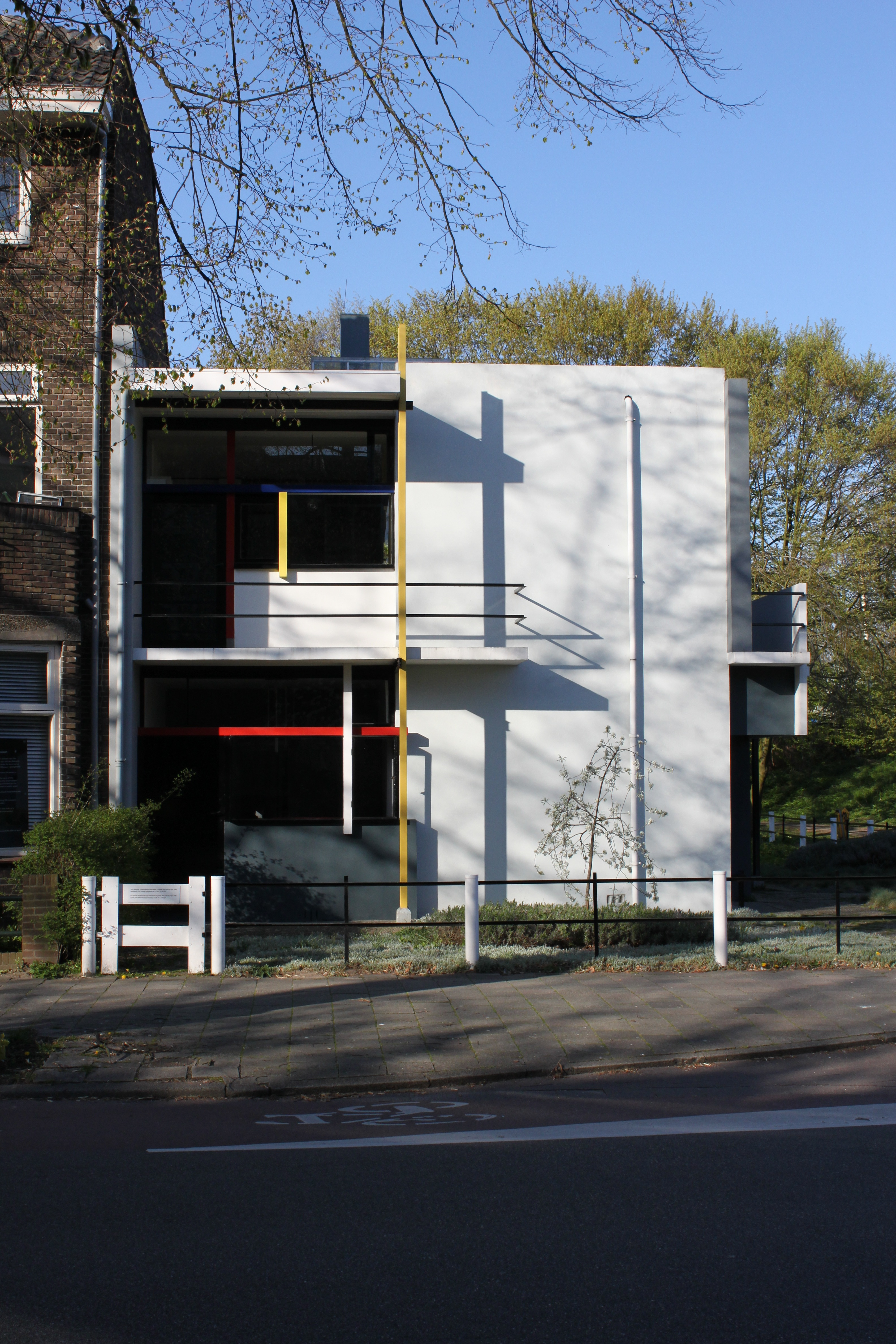
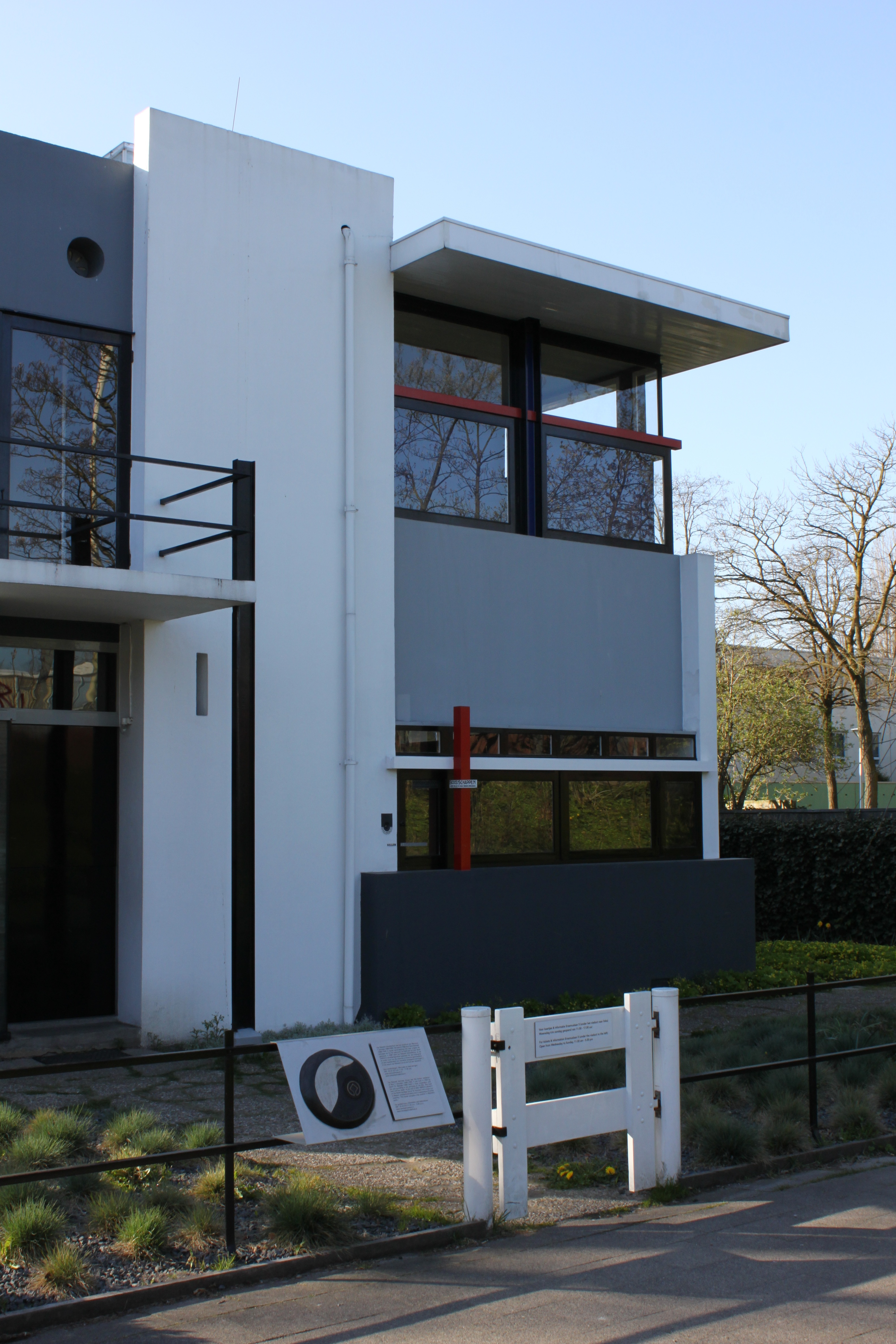
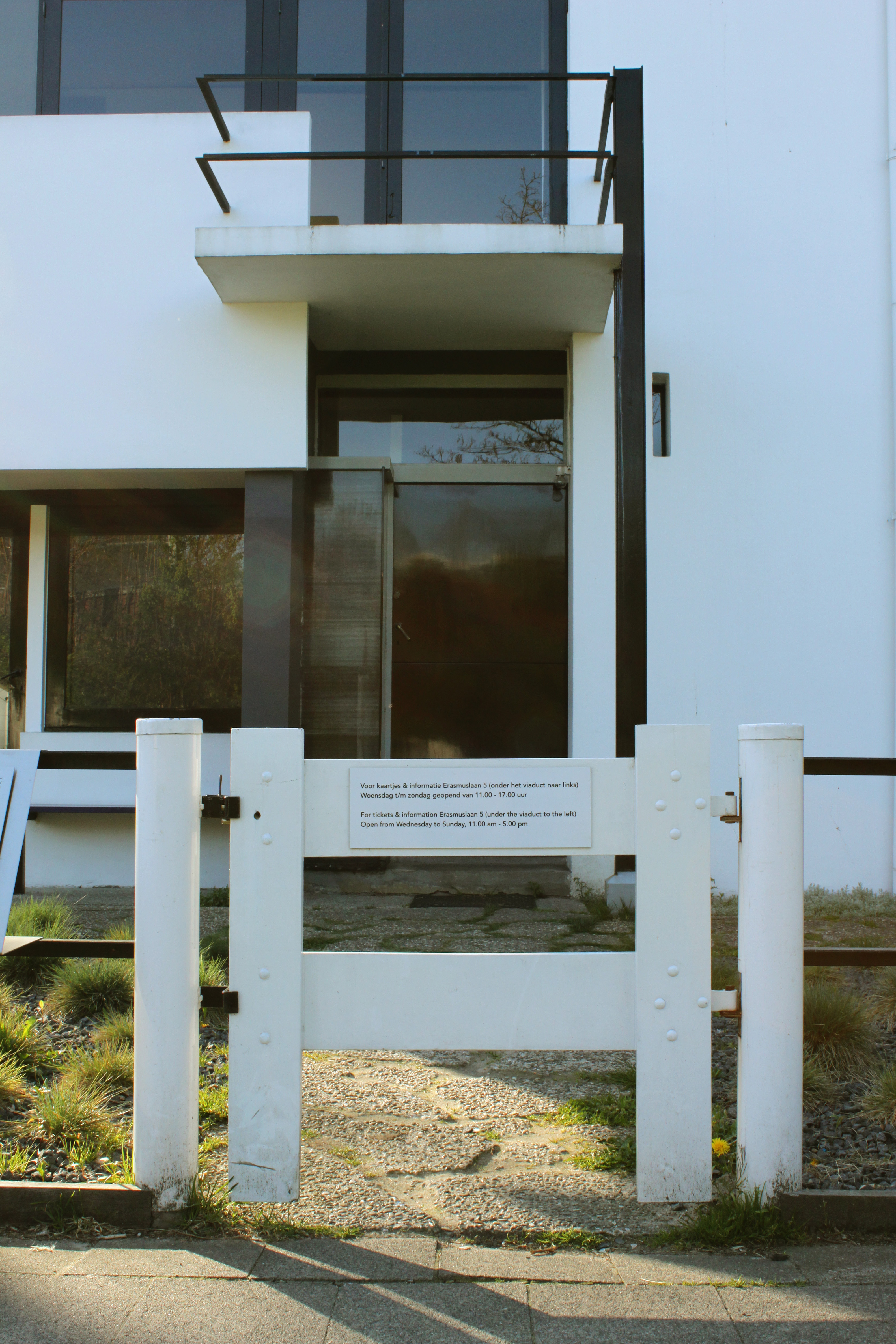
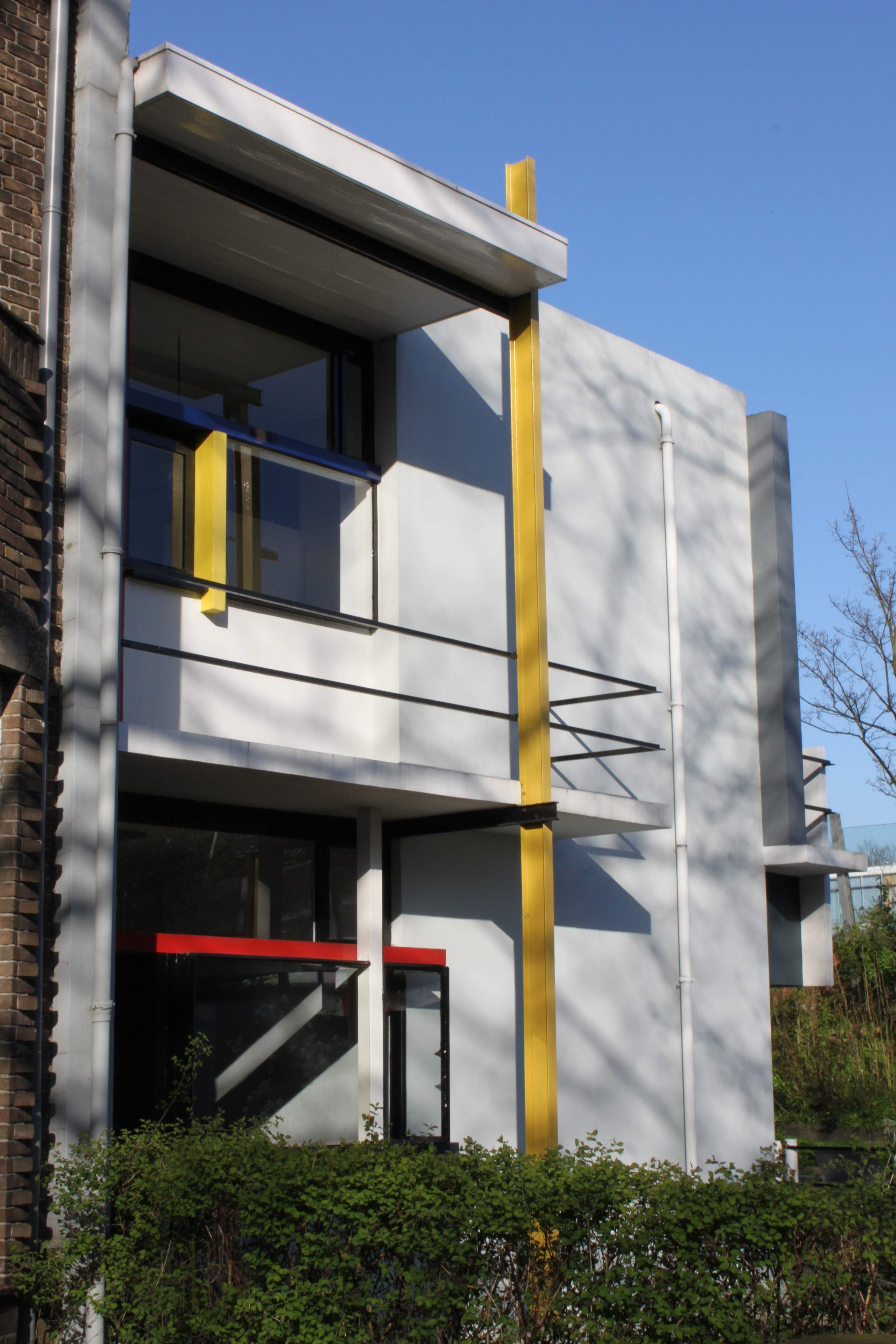
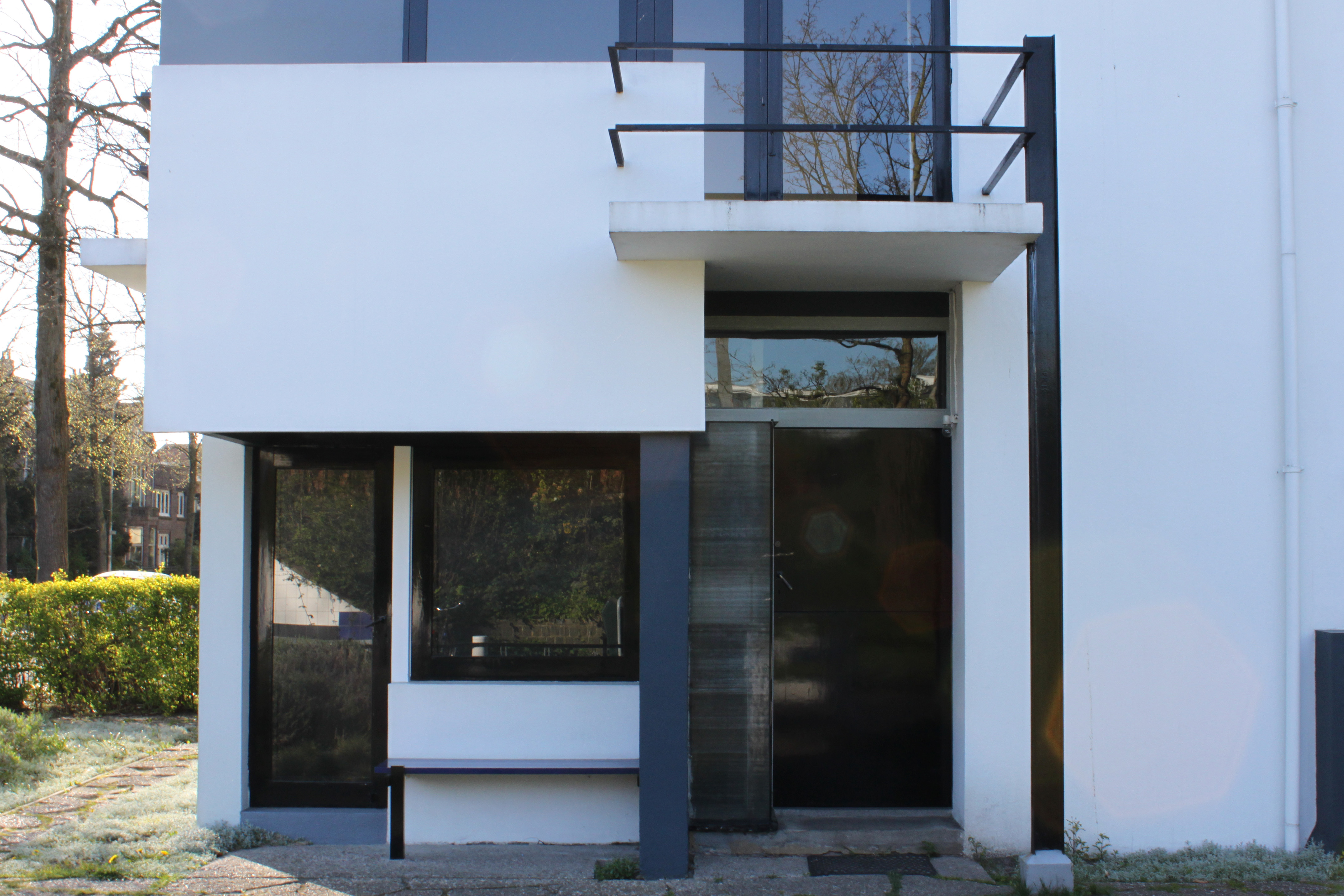
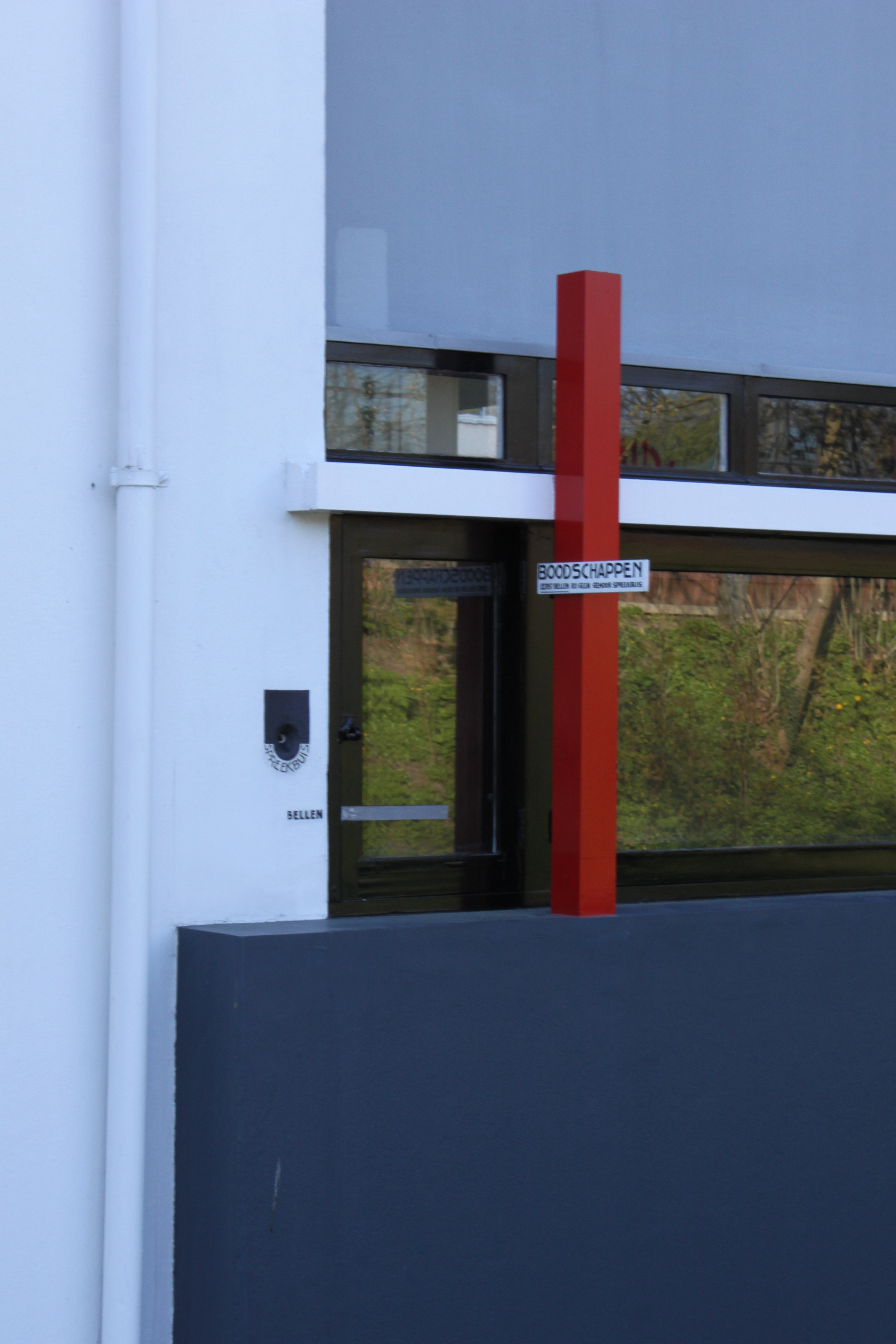
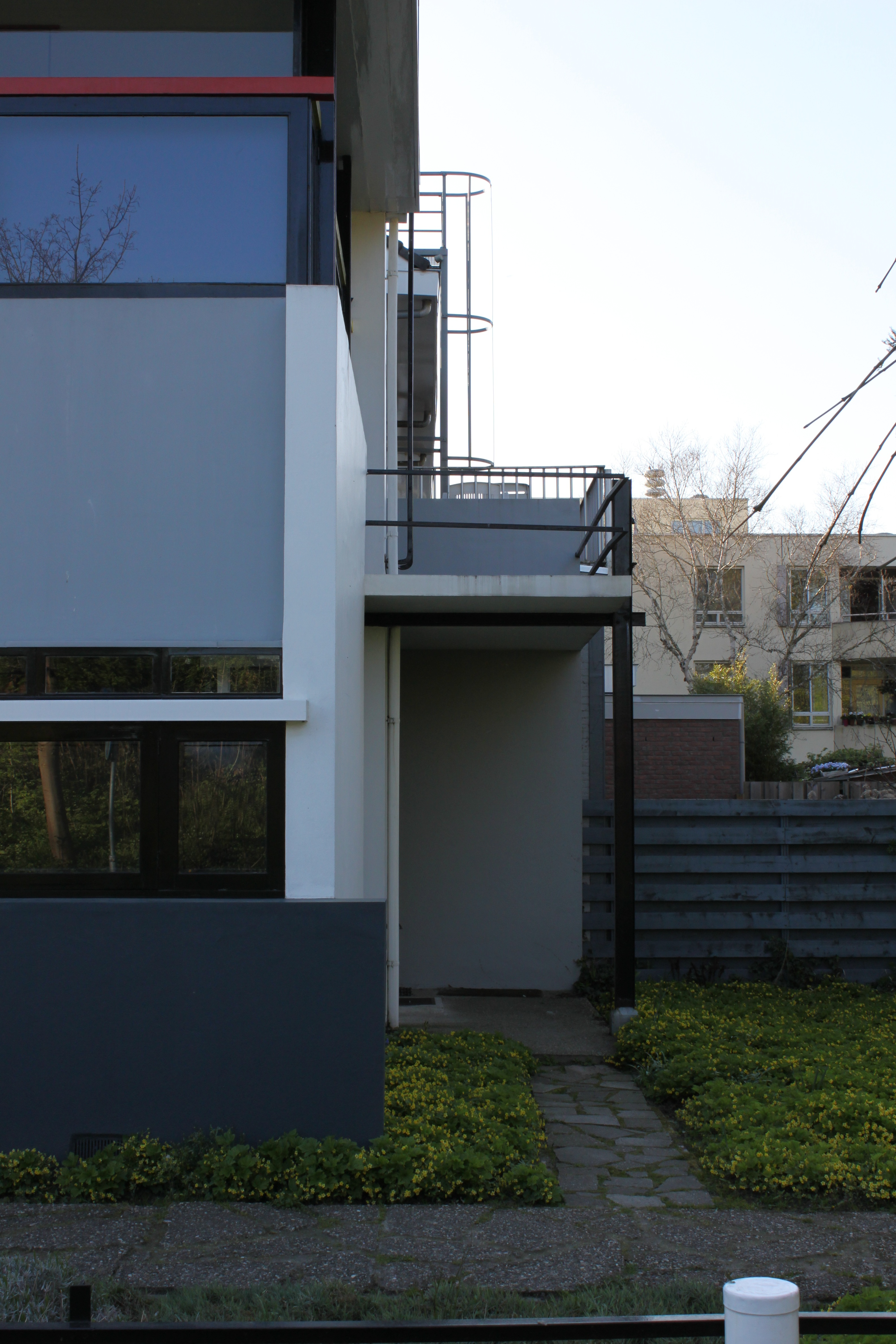